# María Guadalupe Allassia
María Guadalupe Puntillo de Allassia (Santa Fe, 4 de septiembre de 1943 – 3 de julio de 2016) fue una escritora de literatura infantil y juvenil y profesora nacional en Jardín de Infantes. Colaboró en medios del interior del país y de Santa Fe. Fundó un taller de escritura infantil para adultos y fue jurado en certámenes de literatura infantil. Desarrolló numerosas actividades en torno a su interés por la literatura infantil.

## Obras
- Pai Luchí, cuentos del Litoral (1980).
- Puertas de sol, puertas de luna (poemas, 1980).
- El huevito (cuentos, 1985).
- La aventura no es un juego (novela para adolescentes, 1985).
- Nace el amor con un duende de luz a mi costado (poemas para adolescentes, 1987).
- En la casa de la felicidad donde la magia viviendo está (obra de teatro, 1988).
- Secreta memoria (2009).[5]
- El manuscrito secreto del unicornio (2014).[6]
- Luna
- Espejo de tiempo

## Premios
- Premio de poesía infantil "María Elena Palisa Mujica", otorgado por el Centro Argentino para la Literatura Infantil, por su libro Poemas del duende amarillo (1970).[7]
- Premio "Mateo Booz" de la Asociación Santafesina de Escritores por el cuento La búsqueda (1971).